# Rankovské skaly
Rankovské skaly je přírodní rezervace ve správě Regionálního centra ochrany přírody  Prešov. Přírodní rezervace byla vyhlášena za účelem ochrany skalního komplexu ve Slanských vrších s výskytem vzácných a ohrožených druhů rostlin.
Nachází se v katastrálním území obce Rankovce v okrese Košice-okolí v Košickém kraji. Území bylo vyhlášeno či novelizováno v letech 1976, 1988 na rozloze 23,73 ha. Ochranné pásmo nebylo stanoveno.